# 保田道世
保田 道世（やすだ みちよ、1939年4月28日 - 2016年10月5日）は、日本のアニメーションの色彩設計者。東京都出身。

## 略歴
東京都立石神井高等学校卒業後、1958年、東映動画（現：東映アニメーション）の仕上部門に入社、CMやテレビシリーズのトレースを手がける。組合活動を通じて高畑勲と宮崎駿の2人と知り合い、『太陽の王子 ホルスの大冒険』にトレースで参加、以後Aプロダクション（現：シンエイ動画）、日本アニメーション等で『母をたずねて三千里』『未来少年コナン』など、多くの作品で仕上チーフ・色指定をつとめる。
1984年『風の谷のナウシカ』に参加して以来、スタジオジブリ劇場用作品のほとんどの色彩設計を担当。『崖の上のポニョ』を最後に一線から離れ、宮崎駿監督作品（『パン種とタマゴ姫』、『風立ちぬ』）の色彩設計に限定していた。
デジタル技術には早い段階から関心を寄せており、『もののけ姫』制作中にはコンピュータ上でも並行して色見本を作っていた。これが制作後半の逼迫した状況下で急遽取り入れられたデジタルペイント作業に大いに役立てられた。押井守はジブリがデジタルに転向した理由を「宮崎駿が保田道世に逆らえない人間だったからである。彼女が『デジタルペイントに変える』と宣言したその方がいいって。デジタルペイントを使い始めるってことは自動的に撮影までコンピュータでやらざるを得ない。あとは一気にスタジオ全部がデジタル化した」と語っている。
宮崎駿からは「戦友」、高畑勲からは「同志」、押井守からは「強烈なおばさん」と、それぞれ評された。
宮崎からは「ヤッチン」の愛称で呼ばれていた。
2016年10月5日、死去。77歳没。

## 主な参加作品

### 映画
- 長靴をはいた猫（1969年） トレース
- パンダコパンダ（1972年） 仕上げ
- パンダコパンダ 雨ふりサーカスの巻（1973年） 仕上げ
- 風の谷のナウシカ（1984年） 色指定
- 天空の城ラピュタ（1986年） 色指定
- 柳川堀割物語（1985年） 色指定
- 火垂るの墓（1988年） 色彩設計
- となりのトトロ（1988年） 仕上げ
- 魔女の宅急便（1989年） 色彩設計
- おもひでぽろぽろ（1991年） キャラクター色彩設計
- 紅の豚（1992年） 色彩チーフ
- そらいろのたね（1992年） キャラクター色彩設計
- 平成狸合戦ぽんぽこ（1994年） キャラクター色彩設計、仕上げ監督
- ジブリ実験劇場 On Your Mark（1995年） キャラクター色彩設計
- 耳をすませば（1995年） キャラクター色彩設計
- もののけ姫（1997年） 色彩設計
- ホーホケキョ となりの山田くん（1999年） 彩画監督
- 千と千尋の神隠し（2001年） 色彩設計
- くじらとり（2001年） 色彩監修
- めいとこねこバス（2002年） 色彩設計
- コロの大さんぽ（2002年） 色彩監修
- ギブリーズ episode2（2002年） 色指定チーフ
- ハウルの動く城（2004年） 色彩設計
- 水グモもんもん（2006年） 色彩設計
- 星をかった日（2006年） 色彩設計
- やどさがし（2006年） 色彩設計
- ゲド戦記（2006年） 色彩設計
- 崖の上のポニョ（2008年） 色彩設計
- パン種とタマゴ姫（2010年） 色彩設計 ※田村雪絵と共同
- 風立ちぬ（2013年） 色彩設計

### テレビ
- フランダースの犬（1975年） 色指定検査
- 母をたずねて三千里（1976年） 色指定検査
- 未来少年コナン（1978年） 色指定検査
- 赤毛のアン（1979年） 色彩設定
- 南の虹のルーシー（1982年） 色指定
- ミームいろいろ夢の旅（1983年） 色指定検査
- めぞん一刻（1986年・1987年） カラーコーディネート

### OVA
- 天使のたまご（1985年） 色指定
- デビルマン 誕生編（1987年） 色指定

## 関連書籍
- 柴口育子『アニメーションの色職人』（1997年6月、徳間書店）ISBN 978-4-1986-0726-5

宮崎駿監督作品を「色」で支えてきた保田道世。色彩設計担当者として35年以上仕事をしてきた彼女にスポットをあて、その職人人生を探る。もう一つのアニメ史。